# Svjetsko prvenstvo u rukometu – Švedska 1967.
Svjetsko prvenstvo u rukometu 1967. održano je 12. do 21. siječnja u Švedskoj. Svjetski prvaci su postali reprezentativci Čehoslovačke koji su u finalu savladali Dance.

## Prva faza natjecanja

### Grupa A
- Švedska - Poljska 26:16
- SFR Jugoslavija - Švicarska 26:11
- Švedska - Švicarska 19:16
- SFR Jugoslavija - Poljska 22:17
- SFR Jugoslavija - Švedska 21:17
- Poljska - Švicarska 20:18

1. SFR Jugoslavija 6
2. Švedska 4
3. Poljska 2
4. Švicarska 0

### Grupa B
- SR Njemačka - Norveška 22:16
- Mađarska - Japan 30:25
- SR Njemačka - Japan 38:27
- Mađarska - Norveška 15:11
- SR Njemačka - Mađarska 29:23
- Japan - Norveška 21:17

1. SR Njemačka 6
2. Mađarska 4
3. Japan 2
4. Norveška 0

### Grupa C
- Rumunjska - DR Njemačka 14:14
- Sovjetski Savez - Kanada 28:9
- Sovjetski Savez - DR Njemačka 22:17
- Rumunjska - Kanada 27:3
- Rumunjska - Sovjetski Savez 15:13
- DR Njemačka - Kanada 37:6

1. Rumunjska 5
2. Sovjetski Savez 4
3. DR Njemačka 3
4. Kanada 0

### Grupa D
- Čehoslovačka - Francuska 25:10
- Danska - Tunis 27:6
- Čehoslovačka - Tunis 23:10
- Danska - Francuska 9:8
- Čehoslovačka - Danska 24:14
- Francuska - Tunis 16:7

1. Čehoslovačka 6
2. Danska 4
3. Francuska 2
4. Tunis 0

## Druga faza natjecanja

### Glavna runda
- Danska - SFR Jugoslavija 14:13
- Sovjetski - Savez - SR Njemačka 19:16
- Čehoslovačka - Švedska 18:11
- Rumunjska - Mađarska 20:19

### Polufinale
- SR Njemačka - SFR Jugoslavija 31:30 (poslije produžetaka)
- Čehoslovačka - Rumunjska 19:17
- Švedska - Mađarska 21:19
- Danska - Sovjetski Savez 17:12

### Za poredak
- Za 7. mjesto
  - SFR Jugoslavija - Mađarska 24:20
- Za 5. mjesto
  - Švedska - SR Njemačka 24:22
- Za 3. mjesto
  - Rumunjska - Sovjetski Savez 21:19 (poslije produžetaka)
- Finale
  - Čehoslovačka - Danska 14:11

## Konačni poredak
1. Čehoslovačka
2. Danska
3. Rumunjska
4. Sovjetski Savez
5. Švedska
6. SR Njemačka
7. SFR Jugoslavija
8. Mađarska

## Vanjske poveznice
- Statistika IHF-a  Arhivirana inačica izvorne stranice od 6. ožujka 2016. (Wayback Machine)